# John Jordan
John Tenny Jordan (1832 - 3 maart 1886) was een Amerikaans politicus en de tweede burgemeester van Seattle.

## Biografie
Jordan werd geboren in 1832 en woonde in 1860 in Seattle. Hij was toen ongehuwd en werkte als steenhouwer en als stukadoor. Een van zijn eerdere opdrachten was meehelpen met de bouw van het oudste gebouw van de universiteit van Washington. Jordan hielp mee met het fundament, het metselen en het stucen.
Op 2 december 1869 werd hij door de wetgevende macht van de staat Washington aangesteld als marshal van Seattle. Jordan was marshal tot en met 10 juli 1870. Op 11 juli 1870 vonden gemeenteraadsverkiezingen plaats en stelde hij zich kandidaat voor gemeenteraadslid. Jordan behaalde 83 stemmen en was van 11 juli 1870 tot en met 30 juli 1871 gemeenteraadslid van de gemeenteraad van Seattle. Op de gemeenteraadsverkiezingen van 10 juli 1871 stelde hij zich kandidaat voor burgemeester van Seattle. Jordan won op die verkiezing met 116 stemmen van zijn tegenstander David Maynard, die 75 stemmen behaalde. Hij was burgemeester van Seattle van 31 juli 1871 tot en met 28 juli 1872. 
Jordan stelde zich op de gemeenteraadsverkiezingen van 8 juli 1872 kandidaat voor gemeenteraadslid en behaalde 113 stemmen. Hij was gemeenteraadslid van de gemeenteraad van Seattle van 29 juli 1872 tot en met 4 april 1873. De destijdse burgemeester, Corliss Stone, vertrok voor het einde van zijn termijn en Jordan werd toen aangesteld als burgemeester van Seattle. Hij was burgemeester van 5 april 1873 tot en met 4 juni 1873, toen er speciale verkiezingen kwamen.
Jordan werd een officier binnen een loge in Seattle. Hierna stelde hij zich op de verkiezingen van 9 juli 1883 kandidaat voor marshal, maar hij verloor de verkiezing met 17 stemmen van J.H. Woolery, die 874 stemmen behaalde. In 1884 werd Jordan gekozen als een belangrijke bestuurder binnen de regionale "Knights of Pythias-loge".
Hij overleed op 3 maart 1886 en ligt begraven op Lake View Cemetery in Seattle.